# Frontière entre le Chili et le Pérou
La frontière terrestre entre le Chili et le Pérou est une frontière internationale d'une longueur de 160 kilomètres qui sépare le Chili du Pérou en Amérique du Sud. Un différend existait entre les deux pays au sujet de la délimitation maritime depuis le 16 janvier 2008. Il a été définitivement réglé le 27 janvier 2014 devant la Cour internationale de justice. La frontière maritime entre les deux pays est aujourd'hui de 448 kilomètres.
Il existe un projet bolivien visant à construire sous cette frontière, et ce jusqu'à l'océan Pacifique, un tunnel de 150 kilomètres, soit le plus long du monde, afin de rendre au pays l'accès à la mer qu'il a perdu depuis la seconde guerre du Pacifique.

## Evolution

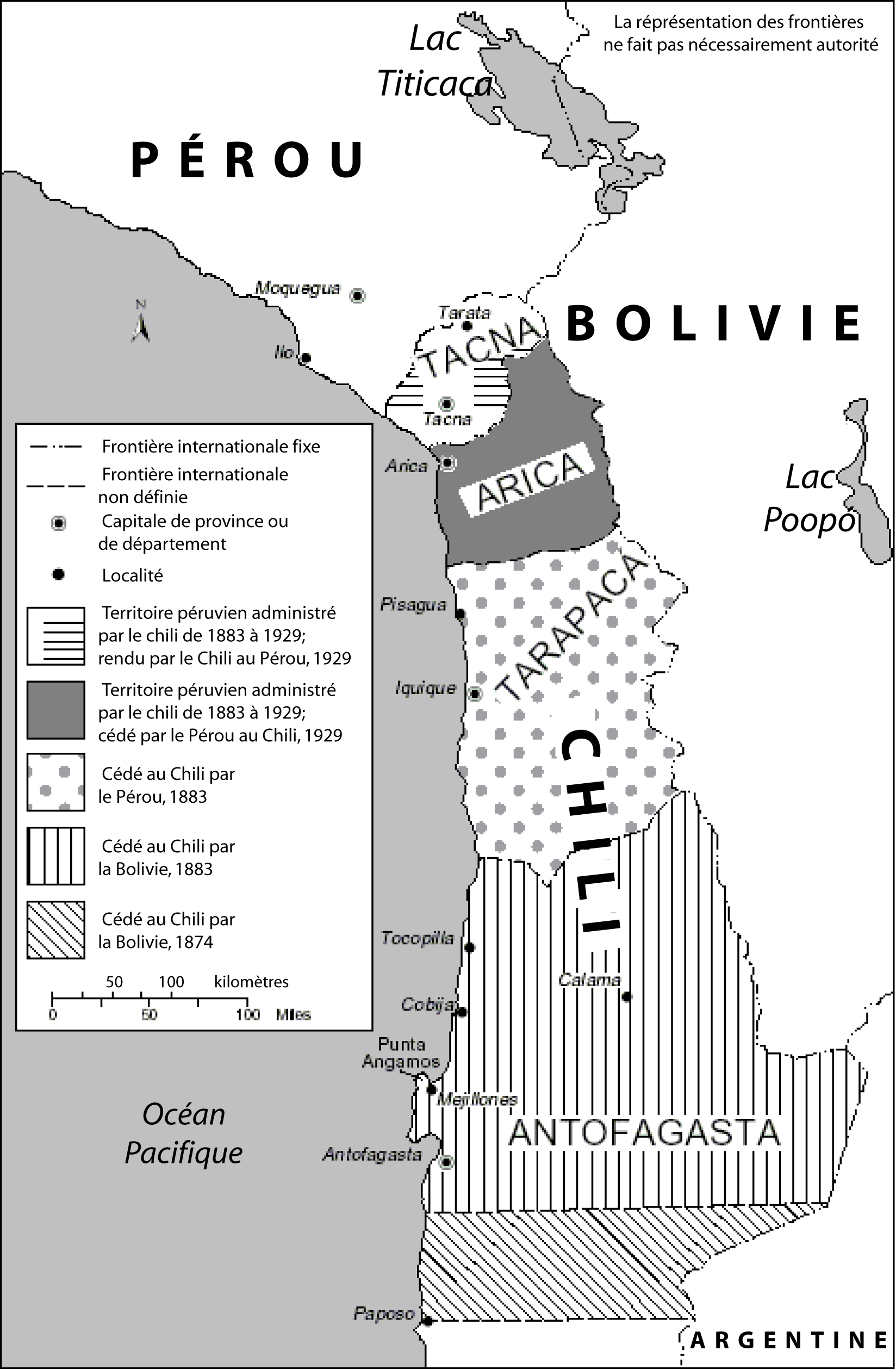
Evolution de la frontière nord du Chili lors de la guerre du Pacifique

Les futures républiques du Pérou et du Chili étaient à l'origine réunies au sein de la Vice-royauté du Pérou. Toutefois la capitainerie générale du Chili était séparée du reste du territoire par la région d'Antofagasta qui appartenait à la vice-royauté du Río de la Plata. Ainsi, au moment de l'indépendance des deux états au début du XVIIIe siècle, ceux-ci ne partageaient aucune frontière commune, séparés par un corridor appartenant à la Bolivie.
En 1883, le Chili envahit puis annexe les territoires côtiers bolivien et péruvien lors de la guerre du Pacifique. Par le traité d'Ancón le Chili acquiert le Tarapacá et la région Tacna et Arica (le Chili obtient officiellement l'Antofagasta par le traité de Valparaiso en 1884).
En 1929, le traité de Lima définit la frontière en divisant le territoire Tacna-Arica occupé par le Chili depuis 1883. Depuis cette date, la frontière n'a pas évolué.